# Seijin no Hi
El Seijin no Hi (成人の日?) es el día en que los japoneses celebran su mayoría de edad.
Traducido como "Día del Adulto".
Los jóvenes que cumplen los 20 años entre el 2 de abril del año anterior y el 1 de abril del año presente son convocados a una ceremonia en que el alcalde les informa de las responsabilidades que deberán afrontar a lo largo de su vida como adultos. Después rezan en los templos cercanos a su ciudad. Para la ocasión, visten sus mejores kimonos y trajes tradicionales.
El seijin no hi es oficial desde 1948. Desde entonces hasta 1999 se celebraba el 15 de enero. Desde el año 2000, al haberse dictado la ley denominada "Happy Monday", tiene lugar el segundo lunes de enero: dependiendo del año caerá entre el 8 y el 14 de enero.
En 2022, la celebración contempla una mayoría de edad para los jóvenes que cumplan los 18 años. Y para este año en particular, la celebración contempla a quienes cumplan sus 18, 19 y 20 años. 